# Cztery poziomo
Cztery poziomo – polski serial telewizyjny w reżyserii Konrada Niewolskiego, emitowany na antenie Canal+ Premium od 6 grudnia 2007 do 21 lutego 2008 roku.

## Opis fabuły
Serial opisuje przygody czwórki penitencjariuszów zakładu karnego – Skorupa (Tomasz Sapryk), Bodzia (Arkadiusz Jakubik), Docenta (Jacek Braciak) i Łańcuszka (Robert Wabich), którzy trafiają za kratki przez przypadek i jak wszyscy więźniowie są niewinni. Ich ulubionym zajęciem jest rozwiązywanie krzyżówek. Wychodzą na spacer, gdzie spotykają się z więźniami z innych cel. Głównymi wrogami czwórki kompanów są: Git (Dariusz Biskupski), Chudy (Mirosław Morański) i Norbercik (Piotr Głuchowski).

## Obsada
- Tomasz Sapryk – Wąglik "Skorup"
- Arkadiusz Jakubik – Bogusław Lubczyk "Bodzio"
- Jacek Braciak – Antoni Fortuna "Docent"
- Robert Wabich – Marian Oblizały "Łańcuszek"
- Izabela Kuna – żona "Łańcuszka"
- Magda Kulis – córka "Łańcuszka"
- Andrzej Chyra – Borys
- Maciej Wierzbicki – Jędrek
- Krystyna Rutkowska-Ulewicz – Matka Bodzia
- Sandra Samos – Studentka
- Dariusz Biskupski – Git
- Mirosław Morański – Józef "Chudy"
- Piotr Głuchowski – Norbercik
- Lech Dyblik – Klawisz

## Spis odcinków
| Premiera odcinka | Numer odcinka | Tytuł            |  |
| ---------------- | ------------- | ---------------- |  |
|                  |               |                  |  |
| 06.12.2007       | 01            | Spadek           |  |
|                  |               |                  |  |
| 13.12.2007       | 02            | Więzień          |  |
|                  |               |                  |  |
| 20.12.2007       | 03            | Sen              |  |
|                  |               |                  |  |
| 27.12.2007       | 04            | Urodziny         |  |
|                  |               |                  |  |
| 03.01.2008       | 05            | Zagadka Skorupa  |  |
|                  |               |                  |  |
| 10.01.2008       | 06            | Matura           |  |
|                  |               |                  |  |
| 17.01.2008       | 07            | Zaciek           |  |
|                  |               |                  |  |
| 24.01.2008       | 08            | Psyche           |  |
|                  |               |                  |  |
| 31.01.2008       | 09            | Feng shui        |  |
|                  |               |                  |  |
| 07.12.2008       | 10            | Polityk          |  |
|                  |               |                  |  |
| 14.02.2008       | 11            | UFO              |  |
|                  |               |                  |  |
| 21.02.2008       | 12            | Tajemnica Bodzia |  |
|                  |               |                  |  |